# 邓以赞
鄧以讚（1542年—1599年），字汝德，號定宇，江西南昌府新建县人。明朝政治人物。官至吏部右侍郎。

## 生平
少年时代与张元忭跟随王畿游学，传授良知之学，是江右王门学者。隆庆元年（1567年）中江西乡试第三十名举人，五年（1571年）中辛未科会元、一甲第三名进士（探花），授翰林院编修。张居正专权，以赞时有谏言，不被采纳，萬曆二年（1574年）引疾归，丁憂。萬曆七年复除原官，十一年养病。十六年补原官，在赴任路上因挂念母亲而称病弃官。
萬曆十九年（1591年）正月起用为右春坊右中允，管国子监司業事，五月升南京国子监祭酒，二十年七月升南京礼部右侍郎，十二月改任南京吏部右侍郎，二十一年改禮部右侍郎，掌翰林院印，八月升吏部右侍郎，兼官如故，十一月请告病，萬曆二十七年卒于家。次年賜祭葬，赠礼部尚书，谥文洁。曾上疏请建太子，且力斥三王并封（国本之争）的错误。官至吏部右侍郎。登第二十余年，但为官不满一考（官吏考核期六年）。

## 著作
著有《定宇先生文集》、《定宇制义》（一名《定宇制义稿》）、《文洁集》四卷等。

## 思想
邓以赞认为，心之本体，“在顺其初者”。所谓“初者”，指万虑俱忘之时，心“突然感之”、“突然应之”之时，此乃“纯乎天理者”如果意气、意念动，其他思虑随之即起，则皆非其“初”。如，对故亲，如果谓其当爱而加之以意念，则否；对尊长，如果谓其当敬而加之以意念，则否；对死亡，守死为是，争死则末是；对财富，专财为非，散财亦非。如果富贵而愈益谦恭则与傲慢相同；如果酒醉而愈加庄敬则与昏乱相同。原因就在于以“徇外之心为人之心”，不是心之本体，不是心之初，而是随意念继起或并起者；是有意而为，而非心之初万虑惧忘的自然状态。所以，他提出：“此心之原，不堕方体，不落计较，□然而往，□然而来，见其前而不见其后，知其一而不知其两，如此而已矣。此则所谓初者也。”
邓以赞对主静说提出异议，反对将“心”与“静”等同视之，认为静是用来管摄心而本身非心；用以求性而本身非性。心性在目为视，在耳为听，在手足为持行，无往而不在，而不在其必静，故古之圣贤于恻隐处验其端，于知能处观其良，只是直观其体而已。因为心之“初”是万虑俱忘的状态，故性也是不思不勉，此对天而言；而意则有识有知，此对人而言。对于求“觉”者，果不落于思勉，即使是“推求寻达”皆性；倘求“觉”者未离于知识，即使是“灵心绝待”也皆是意。既然心、性之本体不思不勉，故“良知”亦无是无非。以赞认为，王守仁所以提出知是知非为良知。乃是权变之论。良知本无是非，所谓“知”者，不过是良知的光照，今不直指人之月与镜，而使人只观其光，则愈求愈远。意谓当破除知识的蔽障，直窥良知的无是无非的本体。因而邓以赞强调学问只是“向内”，求其自得。他指出：“学问从身心上寻求，纵千差万错，走来走去，及至水穷山尽终要到这路上来”，“不论朝市山林，皆须正己物正，不然，而徒陪奉世情，愈周密，愈散漫，到头终不得力”。

## 评价
王耘渠评价其《礼乐不兴则刑罚不中》文：“深厚尔雅，无一语书生气，却无一语宦稿气，前朝诸公之于此道，其精神实有足以不朽者。”

## 家族
曾祖邓富，壽官。祖父邓朗。父邓俨。母龚氏。具庆下。兄鄧以諫；鄧以誥，嘉靖四十三年甲子科舉人，官至衡州知府；鄧以誠；以詔；弟以謨。

## 延伸阅读
[在维基数据编辑]
 《明史卷二百八十三》，出自《明史》